# Juan Carlos Parodi
Juan Carlos Parodi (Buenos Aires, 16 de Agosto de 1942) é um médico argentino especialista em cirurgia vascular, tendo sido um dos pioneiros da cirurgia endovascular no mundo. Formou-se pela Universidad del Salvador, em Buenos Aires, em 1972.
Após completar a formação como cirurgião geral, em Buenos Aires, viajou aos Estados Unidos da América para completar sua formação, estagiando como médico-residente em cirurgia vascular.
Em 1990, exercendo a profissão na Argentina, Parodi criou a técnica de correção endoluminal dos aneurismas da aorta, que revolucionou o tratamento dessa doença em todo o mundo. Publicou essa técnica em 1991 numa revista internacional, e desde então foi citado em mais de 1000 artigos médicos pelo mundo todo.
Parodi vive atualmente na Flórida, Estados Unidos da América, onde clinica.

## Prêmios
- 2003: Prêmio Konex (categoria: Cirurgia)[5]
- 2002 Jacobson Innovation Award, American College of Surgeons
- 2006 Medal for Innovation, Society for Vascular Surgery USA
- 2009 Gran Maestro de Cirugia Endovascular